# Katia Cardenal
Katia Eugenia Cardenal Barquero (Managua, 19 de junio de 1963) es una cantautora nicaragüense/noruega. Katia Cardenal es considerada la artista nicaragüense y centroamericana con el catálogo musical más grande de la historia de la región, con 21 discos grabados, 10 como solista y once con el Dúo Guardabarranco, que alcanzó la fama a finales de los años 70.

## Carrera musical

### Dúo Guardabarranco
Desde inicios de 1980, con apenas 16 años, junto a su hermano Salvador Cardenal (Managua, 6 de octubre de 1960 - 8 de marzo de 2010) y con el nombre de Dúo Guardabarranco (pájaro nacional de Nicaragua), empezó a presentarse públicamente en Nicaragua revolucionaria, recorrieron escuelas, fábricas, teatros, pueblos, campamentos, etc.
La frescura de sus armonías y la originalidad poética y melódica de sus canciones fueron reconocidas, no solo por el público, sino por la comunidad internacional del Movimiento de la Nueva Canción Latinoamericana. Con solo un año de experiencia empezaron a realizar giras internacionales por América y Europa, participando en festivales de Música Folk, Canción Política, Estudiantiles, del Arte o de la Canción, Campañas de Solidaridad, del Medio Ambiente o los Derechos Humanos.
Katia y Salvador estuvieron haciendo música juntos durante 30 años, desde el 8 de febrero de 1980 hasta el 8 de febrero del 2010, un mes antes de que Salvador ingresara al hospital a causa de una septicemia causada por una infección a consecuencia de una enfermedad que le causó la muerte el 8 de marzo del 2010.
Juntos grabaron 12 álbumes:
Un trago de horizonte 1982,  Si buscabas 1985,  Días de amar 1991,  Casa Abierta 1994, Antología  1995, Una noche con Guardabarranco 2001,  Verdadero pan  2003, Cancionero 2004,  Transparente Nicaragua 2007,  Dale una luz   2007,  Soy Juventud  2009,  Cronología  2011, Live in Tucson 1991 2020.

### Educadora Musical
Simultáneamente con su labor como cantante y a ratos compositora, logró graduarse como educadora musical en la Escuela Nacional de Música de Managua, en 1984, y trabajó como maestra de flauta dulce y solfeo para niños y adolescentes en diferentes escuelas de 1984 a 1994.

### Solista
En 1996 graba en Nicaragua Brazos de Sol, su primer disco como solista, donde reafirma su vocación de trovadora al interpretar algunos temas de su autoría así como otros de variados cantautores hispanoamericanos.
En 1996 se muda a Noruega y graba 6 discos más como solista con la disquera noruega Kirkelig kulturverksted  
Navegas por las costas en 1999, disco que permanece más de 15 semanas en el Top 40 de popularidad en Noruega y la hace ganadora de un Disco de oro, En Reveslandia 1999, ambos discos contienen canciones de Alf Prøysen en español, Ven a mi casa esta Navidad 2000, Fragancia (canciones de Evert Taube en español) 2001, Sueño de una noche de verano (canciones de Silvio Rodríguez) 2002 y Messe for Kari og Ola 2008, versión bilingüe de la Misa Campesina Nicaragüense con el coro noruego Skruk.
En el año 2000 se muda de regreso a Nicaragua. Crea su propio sello disquero MOKA DISCOS y graba Hojarasca 2004, Mariposa de alas rotas 2007, Misa campesina nicaragüense 2008, Trampolin 2017, Basta un suspiro 2019.
En el año 2018 regresa a Noruega con sus cuatro hijos y graba su EP “Aletea” (2020), una producción independiente que incluye a sus hijos en la grabación y producción del álbum. 

### En Noruega
Desde diciembre de 1996 se mudó a Noruega y dio inicio a su carrera como solista. Las grabaciones que lanzó la disquera Kirkelig Kulturverksted, representan nuevas facetas en su carrera, incursionando nuevos tópicos y ritmos con músicos de Noruega, Nicaragua, Suecia y Latinoamérica, pero siempre fiel a la canción que la inspiró desde hace dos décadas.
Katia se convirtió en una de las artistas extranjeras de Kirkelig Kulturverksted, en Noruega, más reconocidas en ese país y quizás la única latinoamericana que logró una posición alta, habiendo alcanzado a vender cerca de 80,000 copias de su catálogo como solista, logró cantarle a la Reina de Noruega, y realizó cientos de conciertos por todo el país.
Los dos primeros discos grabados en Oslo, Noruega y lanzados en 1999: Navegas por las Costas (Disco de Oro, sobrepasó las 25000 copias vendidas en Noruega) y En Reveslandia, contienen traducciones al español de canciones del trovador noruego Alf Prøysen (1914-1970) realizadas por Katia. Los temas de estos discos y sus traducciones, abrieron una puerta de comunicación entre dos culturas, acercándolas de una manera inusitada.

### Regreso a Nicaragua
Sueño de una noche de verano, grabado en Nicaragua, Cuba y Noruega entre 1998-2000, contiene canciones de Silvio Rodríguez (el mismo Silvio le acompaña en dos temas), es uno de los discos más gustados de Katia, debido a que sus interpretaciones han sido acogidas incluso por los seguidores más estrictos del trovador cubano.
Ven a mi casa esta Navidad (2000) fue grabado en Cuba, recoge canciones del repertorio navideño hispanoamericano, incluyendo además dos nuevas traducciones de canciones noruegas y canciones tradicionales de Norteamérica y Europa.
En 2001 grabó Fragancia, el cual es una colección de canciones del trovador sueco Evert Taube (1890-1976) traducidas al español por Katia y grabadas en Cuba con ritmos autóctonos, tradicionales de la isla por Kirkelig Kulturverksted
Su disco La Misa Campesina Nicaragüense de Carlos Mejía Godoy, fue grabado en Nicaragua y en Noruega con músicos de ambos países. Katia compartió en este álbum con el reconocido coro SKRUK y salió al mercado nicaragüense Moka Discos y noruego Kirkelig Kulturverksted en 2008. El álbum es una versión bilingüe de la Misa, en castellano y noruego.

### Moka Discos

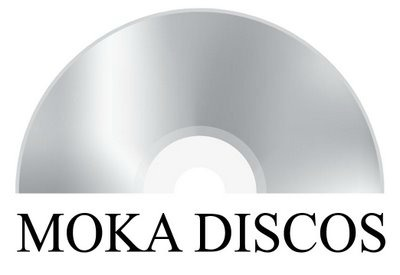
Logotipo de Moka Discos

En el 2003 fundó su propio sello disquero en Nicaragua: Moka Discos, sello independiente que promueve la música de autor nicaragüense y que hasta el año 2018 ha publicado más de 30 títulos.
Hojarasca 2004, álbum que fue grabado entre Nicaragua y Noruega, recoge temas de compositores nicaragüenses y chilenos así como canciones propias y es su segundo disco independiente, donde también trabaja como productora.
Mariposa de Alas Rotas (2008) es su más reciente grabación, grabado en Nicaragua, Dinamarca y Noruega, es el álbum que presenta su faceta de cantautora, álbum doble que presenta dos etapas de su carrera como cantautora, 12 temas nuevos y un álbum bono que recoge sus primeras canciones, 14 temas inéditos hasta ahora que datan de 1984 a 1986 y se presentan en sus grabaciones originales de la época.
En sus 40 años de carrera artística ha hecho presentaciones en: Estados Unidos, España, Alemania, Dinamarca, Noruega, Suecia, Checoslovaquia, Cuba, Rusia, Panamá, Ecuador, México, Costa Rica, Honduras, Suiza, Canadá, Chile, El Salvador, Guatemala, Holanda, Austria, Puerto Rico, Finlandia, Francia,Italia, Japón, Luxemburgo, Bélgica, Colombia y las Islas Feroe.

## Actualidad
Actualmente realiza conciertos como solista, continúa interpretando sus canciones, las de su hermano y las de compositores hispanoamericanos y escandinavos. Desde 2019 vive en Noruega.
Katia estuvo casada dos veces (con el Noruego Parvez Kapoor, y el cantautor nicaragüense Moisés Gadea), tienen cuatro hijos, tres de ellos son Músicos: Nina Cardenal, Sebastián Cardenal/Sidhart (ambos hermanos forman el Dúo Nina y Sebastián) y Alex Cardenal/Alpaca Beats.
En el 2007 recibió el premio «Sang til friheten» de la Fundación Bjorn Afzelius en Dinamarca por su compromiso con la paz a lo largo de tres décadas como cantautora.
En julio de 2008, la Asociación de Artistas de Nicaragua Rafael Gastón Pérez en conjunto con la Asamblea Nacional le otorgan el reconocimiento denominado «Premio a la Trayectoria».
En el 2011, la Asociación de Artistas de Nicaragua Rafael Gastón Pérez en conjunto con la Asamblea Nacional le otorgan el reconocimiento denominado «Cantante femenina del año».
Katia es fundadora y directora de la Fundación Dúo Guardabarranco, dedicada a mantener viva la obra que realizó junto a su hermano Salvador Cardenal.
Es gerente-propietaria de la Promotora Cultural TU CANTO, y el sello disquero MOKA DISCOS, el cual pertenece a una red de sellos centroamericanos independientes junto a PAPAYA MUSIC (Costa RIca), STONE TREE RECORDS de Belice y COSTA NORTE RECORDS de Honduras.
Es directora y fundadora del Festival Internacional de Cantautoras/FIDCAN desde el año 2007 que se lleva a cabo en NICARAGUA anualmente.
Es directora y fundadora del Festival Salvador Cardenal Barquero in Memoriam desde el año de 2010, y se celebra cada 6 de octubre, día del natalicio de “Boyoy”, en Nicaragua, en homenaje a su hermano luego que este falleciera el 8 de marzo del 2010, después de padecer una mortal enfermedad por casi 10 años (crioglobulinemia).

## Discografía
Con el Dúo Guardabarranco
- Un trago de horizonte (1982)
- Si buscabas (1985)
- Días de amar (1991)[4]
- Casa Abierta (1994)
- Antología (1995)
- Una noche con Guardabarranco (en vivo) (2001)
- Verdadero pan (2003)
- Cancionero (2005) (incluye libro de acordes para guitarra)
- Dale una luz (2007)
- Transparente Nicaragua (2008)
- Soy Juventud (2009)
- Cronología (2011)
- Live in Tucson 1991 (2020)
- Inéditas volumen 1 y 2 (2021)

DISCOGRAFÍA COMO SOLISTA
- Brazos de Sol (1997)
- Navegas por las costas (1999)
- En Reveslandia (1999)
- Ven a mi casa esta Navidad (2000) (canciones navideñas)
- Sueño de una noche de verano (2001)[6]
- Fragancia (2003)
- Hojarasca (2004)
- Mariposa de Alas Rotas (2007)
- Misa Campesina Nicaragüense (2008)
- Messe for Kari og Ola (2008)
- Trampolín (2017)
- Basta un suspiro (2018)
- Colección (2019)
- Aletea (2020

SENCILLOS
- Nicaragua Nicaraguita (2008)
- Aurora (2013)
- Dame un vaso de agua (2014)
- Días de amar 20 años (2016)
- Saber que cuento contigo (2018)
- Contracorriente (2020)
- María Auxiliadora (2020)

COLABORACIONES
- Dúos del alma con Adrián Goizueta "Mi condición de elefante" (Costa Rica)
- I'am alive con Jackson Browne "Niño" (USA)
- Spain in my heart Canciones "Asturias" y "Noche Nochera" (USA)
- Cantame mis canciones canciones de Jackson Browne (en español) "Aún sin llegar" - late for the sky" (España)
- Æ canciones de Åge Aleksandersen "Dale una luz" (Noruega)
- If I had a song tributo a Pete Segger " " I will sing to you" (USA)
- Songs of revolution "Ya era santo de nombre" (Nicaragua)
- Volcanto I "Dame tu corazón" y " Soy Latino" (Nicaragua)
- Nicaraguita "Colibrí", "Dale una luz" y "Casa abierta" (Nicaragua)
- Central american music Box "Arare el aire" (Costa Rica)

Colaboraciones como solista
- Eugenia (1984) de Adrián Goizueta, argentino-costarricense (México).
- Looking East (1996) de Jackson Browne, canción "Too many angels" (USA).
- Man & Woman (the second story) (2000), compilación coreana incluye "Juan y Salomón" (Corea).
- Man & Woman (the third story) (2001), compilación coreana incluye "En Mi Calle" (Corea).
- Casper Barnefavoritter (Noruega, 2002), compilación infantil incluye "La Liebre Helena".
- Lullabies From The Axis Of Evil (Noruega, 2004), canciones de cuna incluye "Nami".
- Volcanto II, incluye "Creciendo", "Banderas de Libertad" (Nicaragua).
- Fellesskap Og Nyskaping (Noruega, 2004), compilación incluye "Navegas Por Las Costas".
- No más nudos de Garganta (Nicaragua, 2004), compilación de artistas nicaragüenses en contra de la explotación sexual comercial infantil y adolescente, incluye "Mariposa de Alas Rotas" y "Poderte amar" (Nicaragua).
- Harem's Secret 2, (Inglaterra) incluye "Nami" (Ángel) (Inglaterra).
- Barnas Jul (Noruega) incluye "Para la pascua un soñar".
- Smak Av Sommer (2006), incluye "Campanita de abril/Blaklokkevikua" (Noruega).
- Bien Arropado, con Moisés Gadea (2004), canta a dúo "Quisiera Ser" (Nicaragua).
- Aitimaa de Moisés Gadea (2006), a dúo "Si todo fuera" (Nicaragua).
- Crónica de Elsa Basil a dúo "En el inmenso mar" (2006) (Nicaragua).
- Ladies' Jazz, compilación de voces femeninas, incluye "Quién Fuera" (Polonia).
- Songs Across Walls of Separation (2008) producción Noruega, canta "Same Song" junto a Kadifes, Ulviyeh Arsehi (Noruega).
- Laberinto con Moisés Gadea (2008) incluye "Tanto amor" (2008) (Nicaragua).
- Female Audiophile compilación coreana incluye "Dulce Marioneta".
- Central American Music Box "Poderte amar" (2009) (Costa Rica).
- Song for all beings contribución en disco de la canadiense Jennifer Berezan (2010).
- Central American Music Box 2 "Ángel de luz" L. y M.: Salvador Cardenal (Costa Rica 2011).
- Orín de luna de Mario Montenegro a dúo "Totin" (2011) (Nicaragua).
- Mejia Godoy Mix / artistas varios (2018 / Nicaragua)
- Navegando: un tributo a Guillermo Anderson “ El mar” (dúo con Nina Cardenal).(2018 / Honduras).
- To everyone in all the world: A celebration of Pete Seeger “ Guantanamera” (dúo con John MacCutcheon) (2019 / EE. UU.)
- Alpaca Beats con Alex Cardenal and the alpaca “Luna” (2019 / Noruega)
- “Florecer” de Luz María Carriquiry / Perú, junto con Marta Gómez / Colombia (2020 / Perú)
- Mis amigos y mis canciones volumen 2 de Luis Pastor González “Corriente natural” (2021 / Nicaragua).

Participaciones como solista
- Festival Clavel Rojo en Sochi, Rusia (1983).
- Festival OTI Nicaragua 1984, III lugar como intérprete.
- Vancouver Folk Festival 1985, Canadá, Women Workshop.
- Festival OTI Nicaragua 1990, I lugar como intérprete.
- Decimonovena Edición del Festival de la OTI, Las Vegas, EUA, 1990, II lugar.
- Festival de literatura infantil (Panamá 2018)
- Festival de poesía (Jönköping, Suecia 2021)